# Serguéi Beloglázov
Serguéi Alexeyévich Beloglázov –en ruso, Сергей Алексеевич Белоглазов– (Kaliningrado, 16 de septiembre de 1956) es un deportista soviético que compitió en lucha libre. Su hermano gemelo Anatoli también compitió en lucha.
Participó en dos Juegos Olímpicos de Verano, Moscú 1980 y Seúl 1988, obteniendo en cada edición la medalla de oro en la categoría de 57 kg.
Ganó siete medallas en el Campeonato Mundial de Lucha entre los años 1979 y 1987, y cinco medallas en el Campeonato Europeo de Lucha entre los años 1979 y 1988.

## Palmarés internacional
| Juegos Olímpicos   | Juegos Olímpicos           | Juegos Olímpicos | Juegos Olímpicos |
| Año                | Lugar                      | Medalla          | Categoría        |
| ------------------ | -------------------------- | ---------------- | ---------------- |
| 1980               | Moscú (URSS)               | Medalla de oro   | 57 kg            |
| 1988               | Seúl (Corea del Sur)       | Medalla de oro   | 57 kg            |
| Campeonato Mundial |                            |                  |                  |
| Año                | Lugar                      | Medalla          | Categoría        |
| 1979               | Bucarest (Rumania)         | Medalla de plata | 57 kg            |
| 1981               | Oslo (Noruega)             | Medalla de oro   | 57 kg            |
| 1982               | Edmonton (Canadá)          | Medalla de oro   | 62 kg            |
| 1983               | Kiev (URSS)                | Medalla de oro   | 57 kg            |
| 1985               | Budapest (Hungría)         | Medalla de oro   | 57 kg            |
| 1986               | Budapest (Hungría)         | Medalla de oro   | 57 kg            |
| 1987               | Clermont-Ferrand (Francia) | Medalla de oro   | 57 kg            |
| Campeonato Europeo |                            |                  |                  |
| Año                | Lugar                      | Medalla          | Categoría        |
| 1979               | Budapest (Hungría)         | Medalla de oro   | 57 kg            |
| 1982               | Varna (Bulgaria)           | Medalla de oro   | 57 kg            |
| 1984               | Jönköping (Suecia)         | Medalla de oro   | 57 kg            |
| 1987               | Veliko Tarnovo (Bulgaria)  | Medalla de oro   | 57 kg            |
| 1988               | Mánchester (Reino Unido)   | Medalla de oro   | 57 kg            |